# 特雷帕伊
特雷帕伊（法語：Trépail，法語發音：[tʁepaj]）是法国马恩省的一个市镇，属于兰斯区。

## 地理
特雷帕伊（49°6'25"N, 4°10'54"E）面积8.37 平方千米，位于法国大東部大區马恩省，该省份为法国东北部内陆省份，北起阿登省，西北接埃纳省，西南接塞纳-马恩省，南至奥布省，东南接上马恩省，东临默兹省。
与特雷帕伊接壤的市镇（或旧市镇、城区）包括：维莱马尔默里、昂博奈、大比利、沃德芒日、韦尔济。

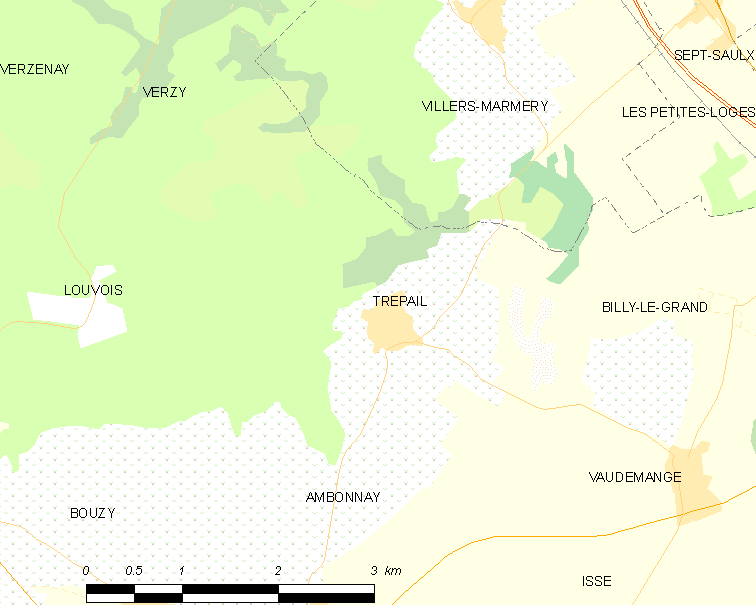
特雷帕伊的OSM定位图

特雷帕伊的时区为UTC+01:00、UTC+02:00（夏令时）。

## 行政
特雷帕伊的邮政编码为51380，INSEE市镇编码为51580。

## 政治
特雷帕伊所属的省级选区为穆尔默隆-韦勒-香槟山县。

## 人口

1962-2008年间特雷帕伊人口变化图示

特雷帕伊于2022年1月1日时的人口数量为434人。